# Vukašin (prezime)
Vukašin je srpsko prezime koje postoji u selu Kričke kod Drniša u Dalmaciji. Vukašini potiču iz susednog sela Moseć na istoimenoj planini, a ima ih i u Žitniću.

## Spoljašnje veze
- Ime Hrvatsko — Vukašin